# Nyergesújfalu
Nyergesújfalu là một thành phố thuộc hạt Komárom-Esztergom, Hungary. Thành phố này có diện tích 39,5 km², dân số năm 2010 là 7543 người, mật độ 191 người/km².